# Mândra
Mândra (en allemand: Kladendorf, en hongrois: Mundra) est une commune roumaine du județ de Brașov, dans la région historique de Transylvanie. Elle est composée des cinq villages suivants :
- Ilieni
- Mândra, siège de la commune
- Râușor
- șona
- Toderița

## Localisation
Mândra est située dans la région de țara Făgărașului (région historique de Transylvanie), à la 5 km du ville de Făgăraș, dans la partie de cente-ouest du comté de Brașov.

## Monuments et lieux touristiques
- Église “Ascension” du village de Mândra (construction 1779), monument historique[1]
- Église Cuvioasa Paraschiva” du village de Râușor (construction 1698, monument historique
- Réserve naturelle Zona umedă Mândra
- Rivière Olt